# André Delorme
André Jean Delorme, né le 7 juin 1890 à Terrenoire (Loire) et mort le 14 janvier 1917 à Cuperly (Marne), est un aviateur français. 
Pilote de chasse pendant la Première Guerre mondiale, il entre dans le club restreint des as de l'aviation après l'homologation de sa cinquième victoire, le 5 janvier 1917, en forçant un LVG C allemand à se poser dans les lignes françaises près d’Auves où il est capturé avec son équipage.

## Biographie

### Jeunesse et formation
Issu d'une famille bourgeoise de la région de Saint-Etienne, André Delorme est dans sa jeunesse ingénieur-mécanicien. En parallèle de sa formation, le jeune homme se distingue en devenant un vaillant "sportsman" passionné de vélo. Il remporte plusieurs courses cyclistes locales et se déclare cycliste professionnel quand il est incorporé au service militaire au mois d'octobre 1911.

### Première Guerre Mondiale
Affecté au 22e régiment d'infanterie encaserné près de Lyon, il est rapidement promu au grade de caporal. Le milieu militaire semblant lui convenir, il s'engage volontairement pour deux années au terme de son service en octobre 1913, date à laquelle il est promu au grade de sergent-fourrier. Ses aptitudes physiques et sa rigueur lui permettent d'intégrer l'école de pilotage de Saint-Cyr, où il étudie en tant qu'élève-pilote lorsque la Première Guerre Mondiale éclate.

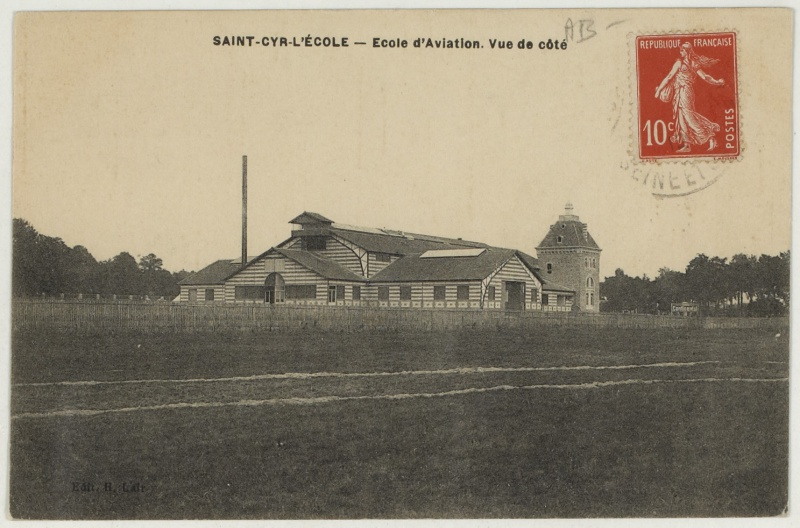
Ecole d'aviation de Saint-Cyr.

La fermeture provisoire des écoles de pilotage en France, décidée par le chef de l'aviation qui pensait que la guerre serait courte, l'oblige à regagner son unité initiale. Delorme combat alors avec son régiment en Lorraine. Il est blessé le 18 août 1914 d’une balle qui lui traverse le mollet et l’envoie à l’hôpital. Il est pendant sa convalescence muté le 25 septembre 1914 au 222e RI, le régiment de réservistes issu du 22e, pour en assurer l’encadrement. Il y est promu au grade de sergent-major le 7 octobre, puis adjudant le 6 novembre suivant, tout en continuant d’être affecté sur le front près de Lunéville.
Néanmoins, toujours volontaire pour intégrer l’aviation, il est rappelé à Saint-Cyr le 5 décembre 1914 quand l'école rouvre ses portes. Il est de prime abord envoyé en stage pour être observateur d’artillerie, puis en février 1915 part suivre le cursus des écoles de pilotage de Pau dont il sort breveté et affecté à l’escadrille C.56 à la fin du mois de juin 1915, stationnant dans la Somme. Il y effectue ses premières missions de guerre, consistant en des réglages d’artillerie, à bord de Caudron G.3 puis G.4 bimoteurs à la fin du mois de novembre 1915, appareil sur lequel il réalise également des missions de reconnaissance et bombardement. Plusieurs fois cité à la suite de divers actes de bravoure sous le feu de la DCA ou des chasseurs ennemis, Delorme est promu au grade de sous-lieutenant au mois de mars 1916 alors que son escadrille a été affectée en Lorraine.
Celle-ci passe le mois suivant en Champagne où il va obtenir sa première victoire homologuée, contre un chasseur Fokker Eindecker abattu par son observateur au retour d’une mission de bombardement, le 28 mai 1916. Il en remporte une seconde le 18 juin suivant au terme d’un combat épique contre trois Eindecker qui tuent son mitrailleur.

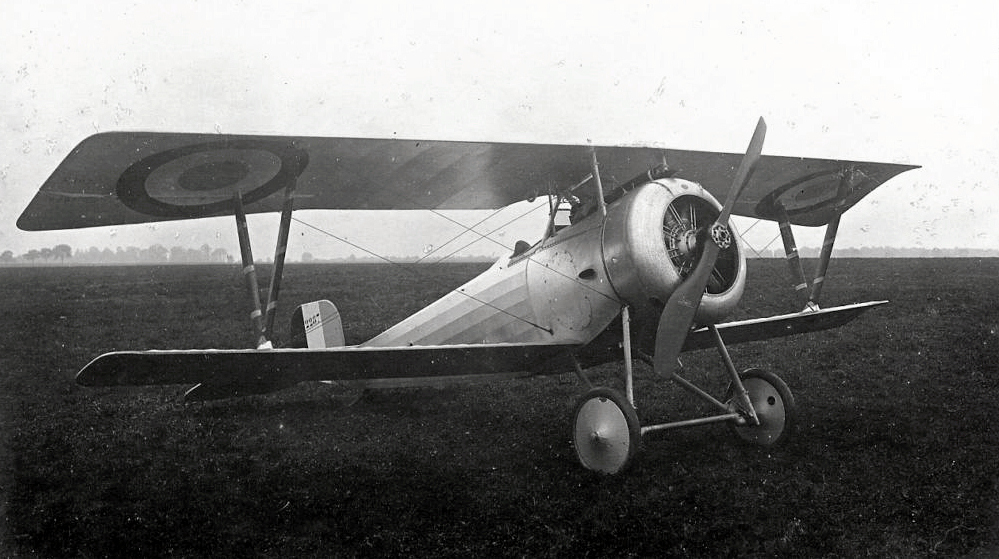
Le Nieuport 17, avion de prédilection du sous-lieutenant Delorme.

Le 30 juillet 1916, son Caudron G.4 est touché de plein fouet par un éclat d’obus. Si cette fois-ci l’observateur est indemne, Delorme reçoit un éclat dans l’épaule qui le blesse grièvement. Il parvient à poser son Caudron dans ses lignes où il est évacué en hôpital. Peu après son retour de convalescence à la fin du mois de septembre, il est muté dans la chasse à l’escadrille N 38 stationnant sur le terrain de la Noblette, près de Châlons. Volant sur un chasseur Nieuport 17, il ne tarde pas à rencontrer le succès en descendant un Roland C dans les lignes allemandes le 26 novembre 1916, suivi d’un Halberstadt D le 21 décembre 1916. Deux semaines plus tard, le 5 janvier 1917, il remporte sa cinquième victoire de manière spectaculaire en forçant un LVG C à se poser dans les lignes françaises près d’Auves où il est capturé avec son équipage.

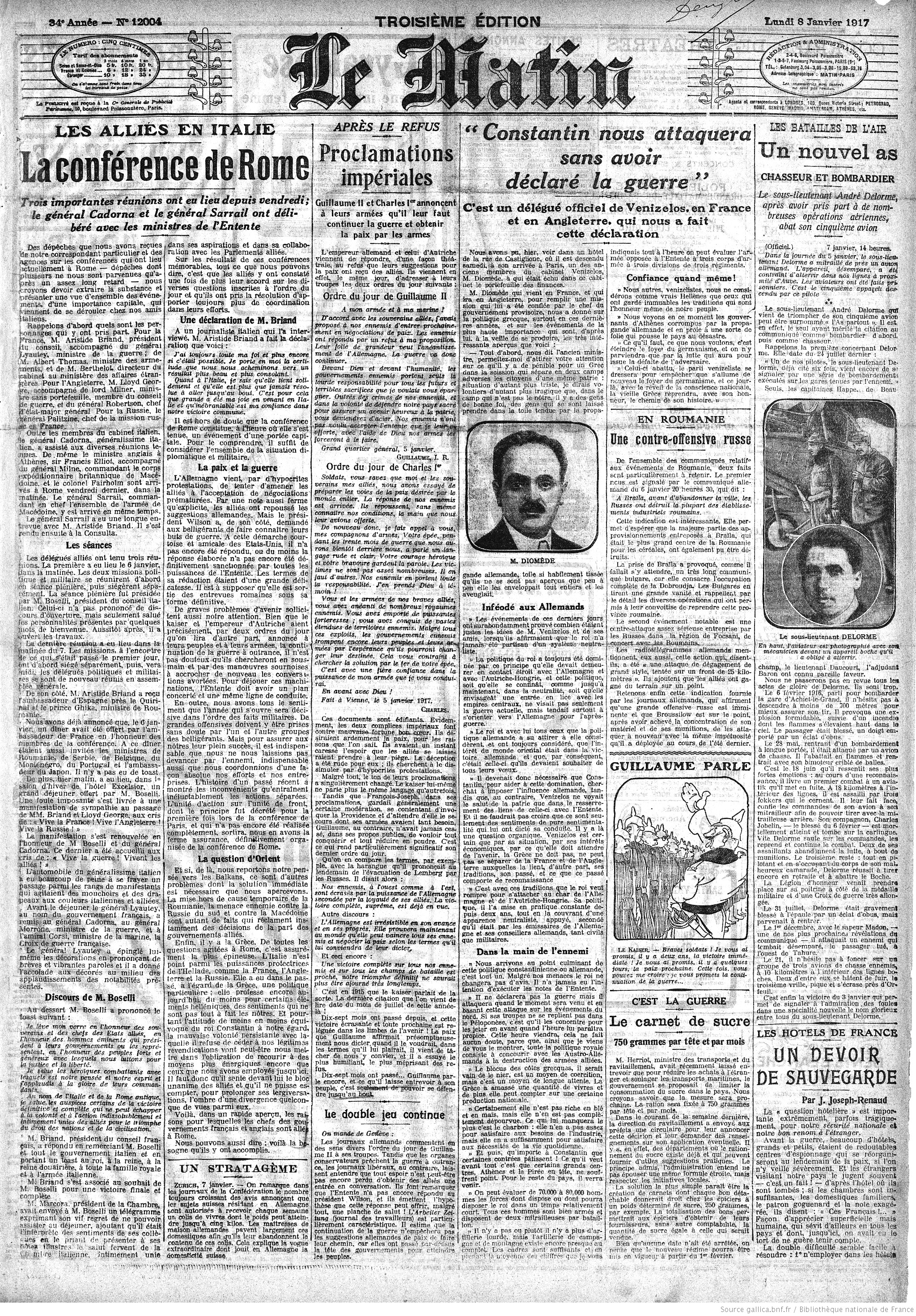
Une du 8 janvier 1917 du quotidien national Le Matin.

Cette cinquième victoire aérienne le fait entrer dans le club restreint des as de l’aviation. Meilleur pilote de son escadrille, il est talonné par l'adjudant Georges Madon qui deviendra par la suite un des meilleurs as français. Grâce à sa grande aisance en vol, il se voit confier un des premiers SPAD dont il apprécie la solidité et la vitesse, mais préfère la maniabilité du Nieuport. C’est sur ce dernier appareil qu’il trouve la mort accidentellement le 14 janvier 1917.

## Postérité
André Delorme est fait Chevalier de la Légion d'Honneur le 10 juin 1916 et se voit également décerner la Croix de Guerre 1914-1918 pour ses actes héroïques durant le conflit. 
Une plaque commémorative a été inaugurée au cimetière du Soleil à Saint-Étienne où il repose. De plus, la municipalité de Saint-Etienne a également décidé de rebaptiser une rue en son souvenir. 
Un des principaux hangars de l'aérodrome de Feurs - Chambéon se nomme Hangar André Delorme.
En 1945, son neveu André Marien Valentin Vallée, baptisé ainsi en son souvenir, se voit décerner la Croix de Guerre 1939-1945 pour sa conduite méritante au sein de la 1re armée.

## Grades
- Caporal : 1912
- Sergent : octobre 1913
- Adjudant : novembre 1914
- Sous-lieutenant : mars 1916

## Décorations
- Chevalier de la Légion d'honneur (1916),
- Médaille militaire
- Croix de guerre 1914–1918, palme d'argent
- Croix de guerre (Belgique)